# Huskvarna stadshus (1916)
Huskvarna stadshus är en byggnad vid Erik Dahlbergsgatan, vid Esplanaden i Huskvarna. Det ritades av Oskar Öberg och uppfördes 1916. Förutom postkontor fanns i byggnaden kontor för Göteborgs handelsbank samt telegrafstation, samt i de övre våningarna tre stora bostadslägenheter.

## Historik
Det uppfördes 1916 som posthus av Konsumtionsföreningen Union, som några år tidigare byggt Unionshuset på den östra granntomten. På den västra granntomten (vid Linnégatan/Esplanaden) låg även Huskvarnas första stadshotell, som ritats av snickerifabrikören Oskar Ängfors och byggts 1912.
Huset såldes 1918 till Huskvarna stad. Staden gjorde om en bostadslägenhet till kontor 1940, och från 1946 ombildades byggnaden i sin helhet till stadshus. Åren 1953–1954 skedde en större ombyggnad efter ritningar av stadsarkitekten Helmer Flensborn, efter det att post, telegraf och bank flyttat till nya lokaler vid Drottninggatan. Invändigt tillkom också flera konstnärliga utsmyckningar. Trapphallens och receptionshallens golv är lagt i grön gropptorpsmarmor, i receptionshallen mönsterlagd. I det tidigare väntrummet till borgmästarens kontor finns väggmosaiken Vätterns blåa sten av Inga Hellman-Lindahl från 1953.
Det västra grannhuset (som åren 1912–1920 inrymt den ovannämnda stadshotellet) revs 1967, och på tomten uppfördes ett stadshusannex 1967–1968, ritat av Bo Wiksfors (1941–2005). Stadshusets huvudentré förlades därmed till hörnet Erik Dahlbergsgatan/Linnégatan. I denna finns beklädnad av svart skiffer och infällda bronsreliefer av Rune Karlzon. Vid ett antal fönster finns fasaddetaljer i putsad travertin. Entréhallen har golv- och väggbeklädnad av ekebergsmarmor och fondväggen innehåller stenmosaikverket Naturkraft, skapat av Sture Wikström. 
Det kommunala bostadsbolaget Vätterhem köpte 2021 Huskvarna då före detta stadshus med den närliggande Unionsfastigheten för att bygga om dessa till bostadshus. Fyra år senare hade de kvarvarande verksamheterna för Jönköpings kommun överflyttats till ett nykonstruerat "stadshus" vid Rumlaborgsvägen.

## Bildgalleri

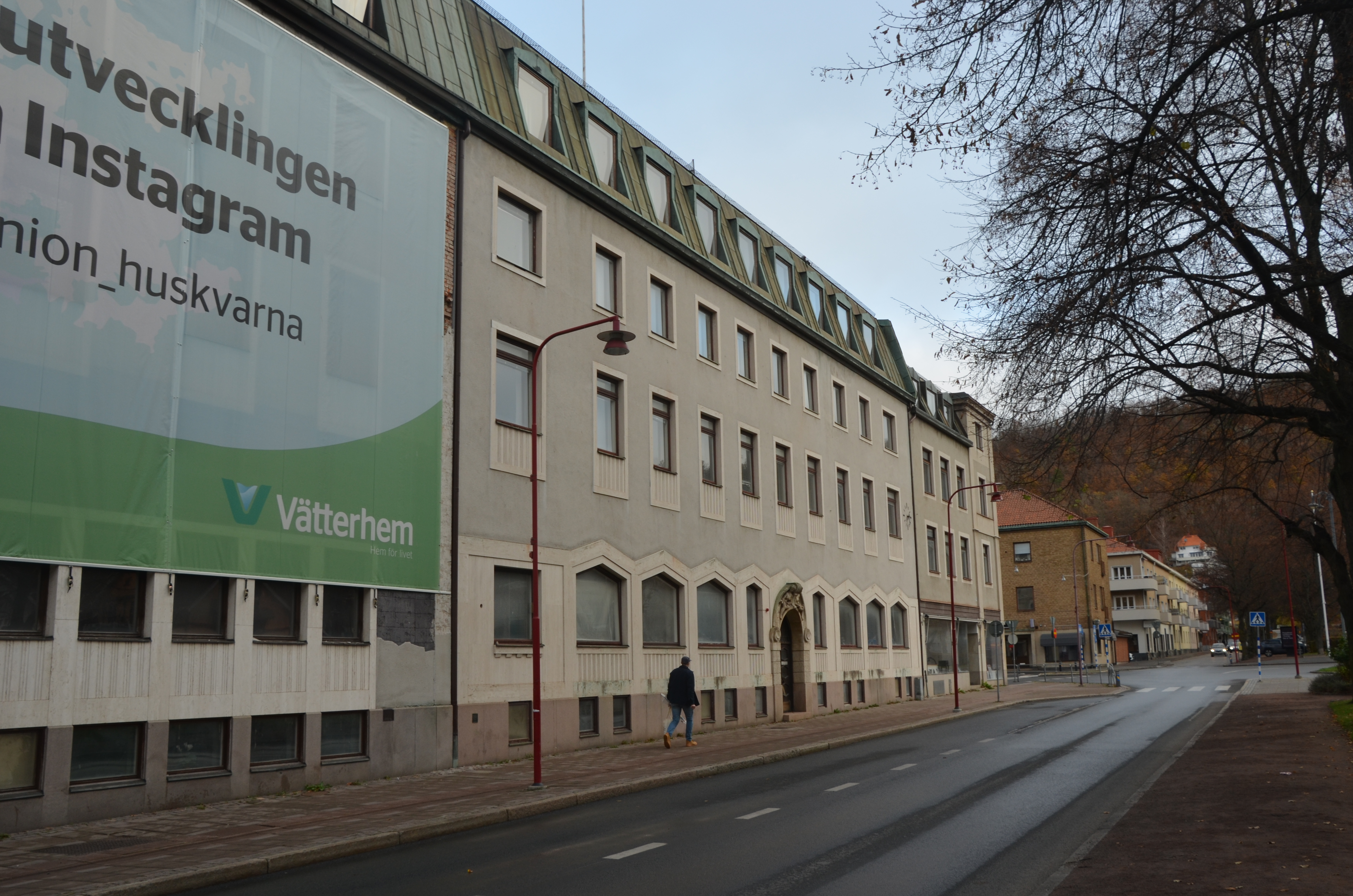
Tidigare Huskvarna stadshus, 2024
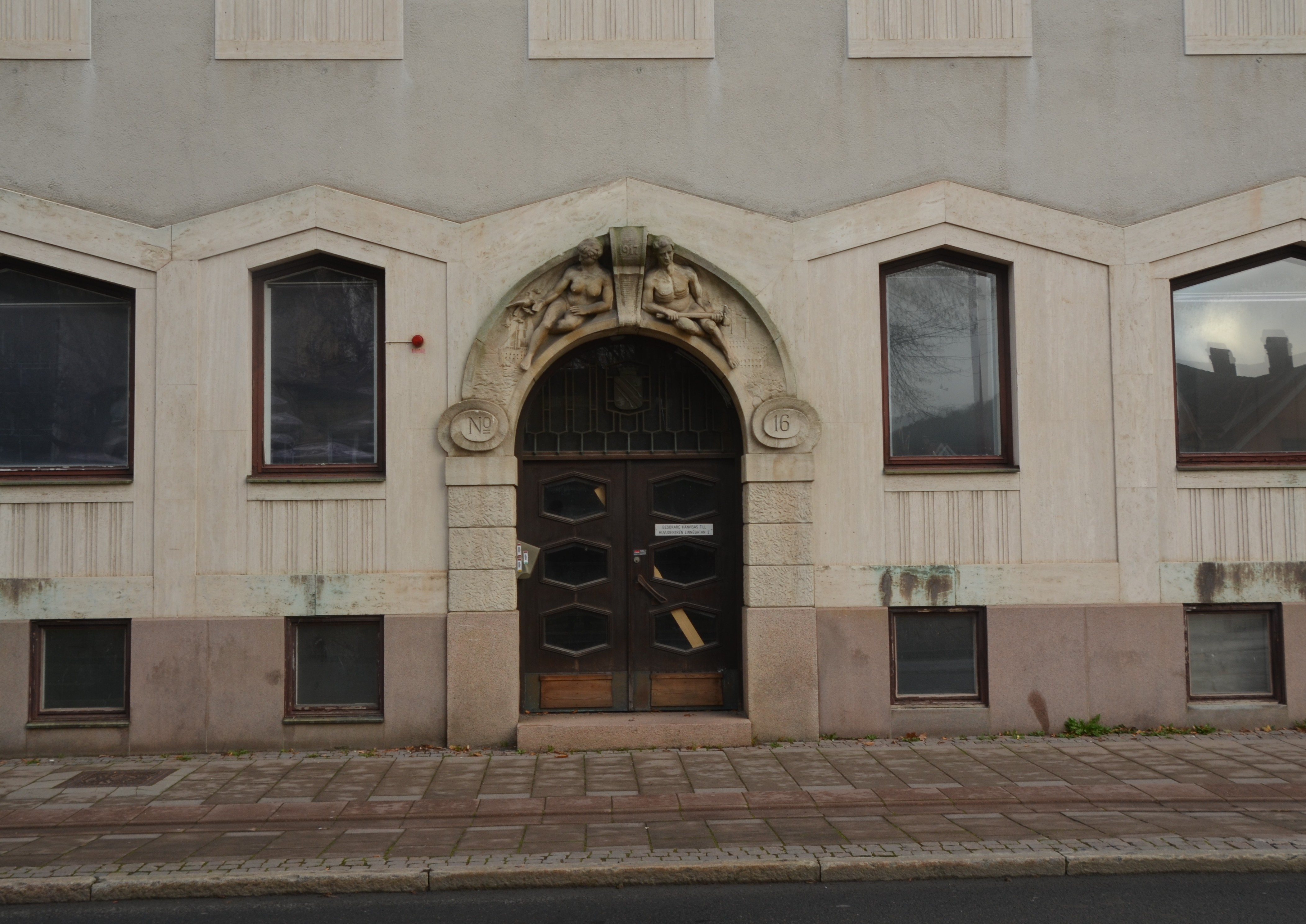
Porten mot Erik Dahlbergsgatan, med skulptur i sandsten från 1917 och dörr i teakfanér från 1954 mot Erik Dahlbergsgatan